# Psychotria monocarpa
Psychotria monocarpa är en måreväxtart som beskrevs av Francis Raymond Fosberg. Psychotria monocarpa ingår i släktet Psychotria och familjen måreväxter. Inga underarter finns listade i Catalogue of Life.